# Идумбо Музамбо, Станис
Стани́с Идумбо́ Музамбо́ (фр. Stanis Idumbo Muzambo; 29 июня, 2005, Мелён, Франция) — бельгийский футболист, атакующий полузащитник испанского клуба «Севилья».

## Клубная карьера
Воспитанник бельгийский клубов «Брюгге» и «Гент», в 2021 году Идумбо Музамбо попал в академию «Аякса». 13 января 2024 года перешёл в испанскую «Севилью». 1 сентября 2024 года Станис дебютировал за основную команду клуба, выйдя на замену в матче Ла Лиги против «Жироны».

## Карьера в сборной
Выступал за сборные Бельгии до 15, до 17, до 18 и до 19 лет.